# Abalus
Abalus was een Noordzee-eiland, waar veel barnsteen werd gewonnen, waarschijnlijk Burchana (Borkum) of eerder nog Helgoland. Het was het bekendste eiland van de eilandengroep die in de oudheid de naam Glaesariae insulae of Electrides insulae (barnsteeneilanden) droeg.

## Referentie
- art. Abalus, in J.G. Schlimmer - Z.C. De Boer, Woordenboek der Grieksche en Romeinsche Oudheid, Haarlem, 19203, p. 1.

## Verder lezen
- M. Ihm, art. Abalus, in RE I.1 (1893), col. 13.